# Солунска бугарска мушка гимназија
Солунска бугарска мушка гимназија „Св. Кирил и Методиј“ је прва гимназија на бугарском језику на територији географског региона Македоније. Гимназију је 1880. године основала Бугарска егзархија. Солун је у време оснивања гимназије припадао Османском царству а постојала је до 1913. године.

## Оснивање
Солунску бугарску мушку гимназију је основала Бугарска егзархија која је била неканонска бугарска национална црква, основана 28. фебруара 1870. године.

## Циљеви рада гимназије
У складу са планом који је направио Кузман Шапкарев а усвојила Бугарска егзархија Солун је требало да буде центар за образовање становника Македоније т. ј. како је наведено „мајка свих македонских школа“ чија је основна сврха „борба против српске и грчке пропаганде“ путем бугаризације становништва Македоније. Да би се реализовао тај циљ, једно одељење гимназије из Солуна је 1899. године пресељено у Битољ где је од овог одељења формирана Класична гимназија у Битољу а затим и Педагошка школа у Скопљу.
Крајем 19. и почетком 20. века политика бугаризације почиње да даје резултате. Ђаци гимназије под утицајем својих наставника постају инструмент групе револуционара који су имали отворену подршку Бугарске егзархије и који су извршили утицај на ђаке гимназије да се попут њих боре за Бугарску анексију Македоније. У том циљу су почели да организују штрајкове и побуне сукобљавајући се не само са својим наставницима већ и са грађанима.